# Bibliothèque de l'Arsenal
Bibliothèque de l'Arsenal (česky Knihovna Zbrojnice) je veřejná knihovna, která je součástí Francouzské národní knihovny. Jméno získala podle svého sídla v bývalé královské zbrojnici v ulici Rue de Sully ve 4. obvodu v Paříži ve stejnojmenné čtvrti Arsenal.

## Historie
Původně byl majitelem této knihovny ministr války Antoine-René de Voyer de Paulmy d'Argenson (1722–1787), který vlastnil velkou sbírku knih, skládající se především ze středověkých rukopisů a starých tisků.
Během Francouzské revoluce zde bylo uloženo mnoho knih ze zrušených pařížských klášterů a v dubnu 1797 byla knihovna otevřena pro veřejnost. V 19. století zde dlouhou dobu působil spisovatel Henri de Bornier, nejdřív jako knihovník, později jako její ředitel.
V roce 1934 byla začleněna do Francouzské národní knihovny jako jedno z jejích oddělení.
V roce 2003 byla budova zapsána na seznam historických památek.